# 多英培

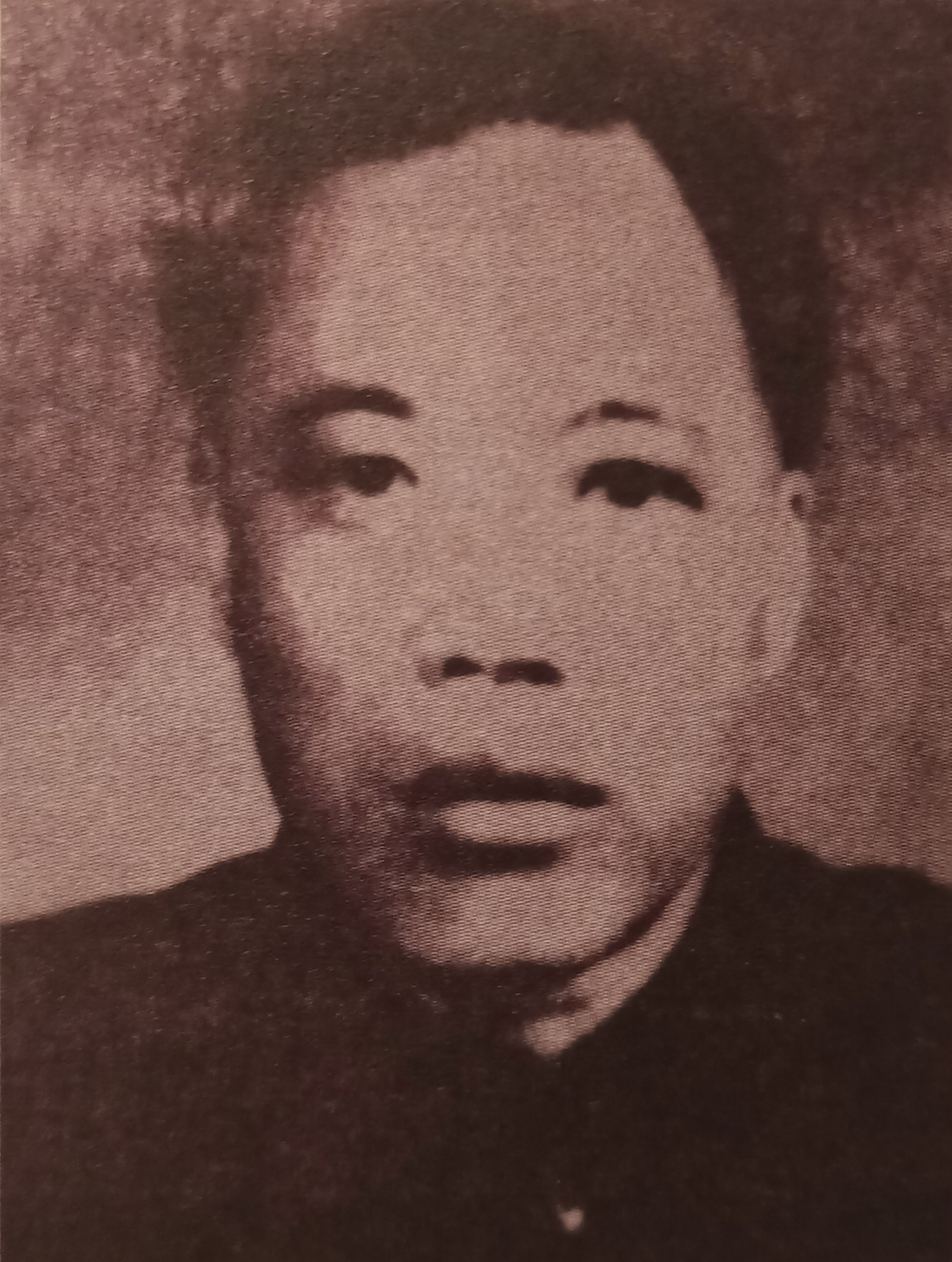
多英培

多英培（1909年—1969年），又名多舜如，傣族，云南省遮放（今属芒市）人。末代遮放土司，中华人民共和国成立后担任潞西县联合政府副县长、德宏州政协副主席、云南省政协委员等职:109。

## 生平
多英培出身土司世家，青年时曾就读于腾冲县立中学，肄业。1932年，多建勋以老告替，多英培接任遮放土司。多英培任内的政务纪要包括：修筑滇缅公路、推行教育创办小学，曾受云南省主席龙云邀请游览南京、苏州、杭州等地。1942年潞西沦陷后，迫于形势出任潞西维持会副会长，也暗中为抗日游击队提供帮助。1944年日军败退时，将多英培挟至缅甸木邦软禁，后因战乱逃脱，经孙立人帮助回到遮放。1950年中国人民解放军进驻潞西前夕，多英培将家产运到龙江边，伺机出走境外，经中国共产党争取返回遮放。1952年2月出任潞西县各族人民联合政府副县长，1953年7月当选德宏自治州政协委员会副主席，后当选云南省政协委员、云南省人大代表等职，曾受毛泽东、刘少奇、周恩来、朱德等领导人接见。文化大革命中遭到迫害，于1969年1月18日被批斗致死。1979年4月28日，德宏州革命委员会为其平反昭雪，恢复名誉。:213-214:504-505